# 十大弟子
十大弟子 （じゅうだいでし）とは、釈迦（釈尊）の弟子達の中で主要な10人の弟子のこと。最初は具体的な弟子を特定していなかったが、大乗経典により特定の弟子の呼称が定着した。特定の弟子への信仰は中国で始まったとされる。

## 十大弟子

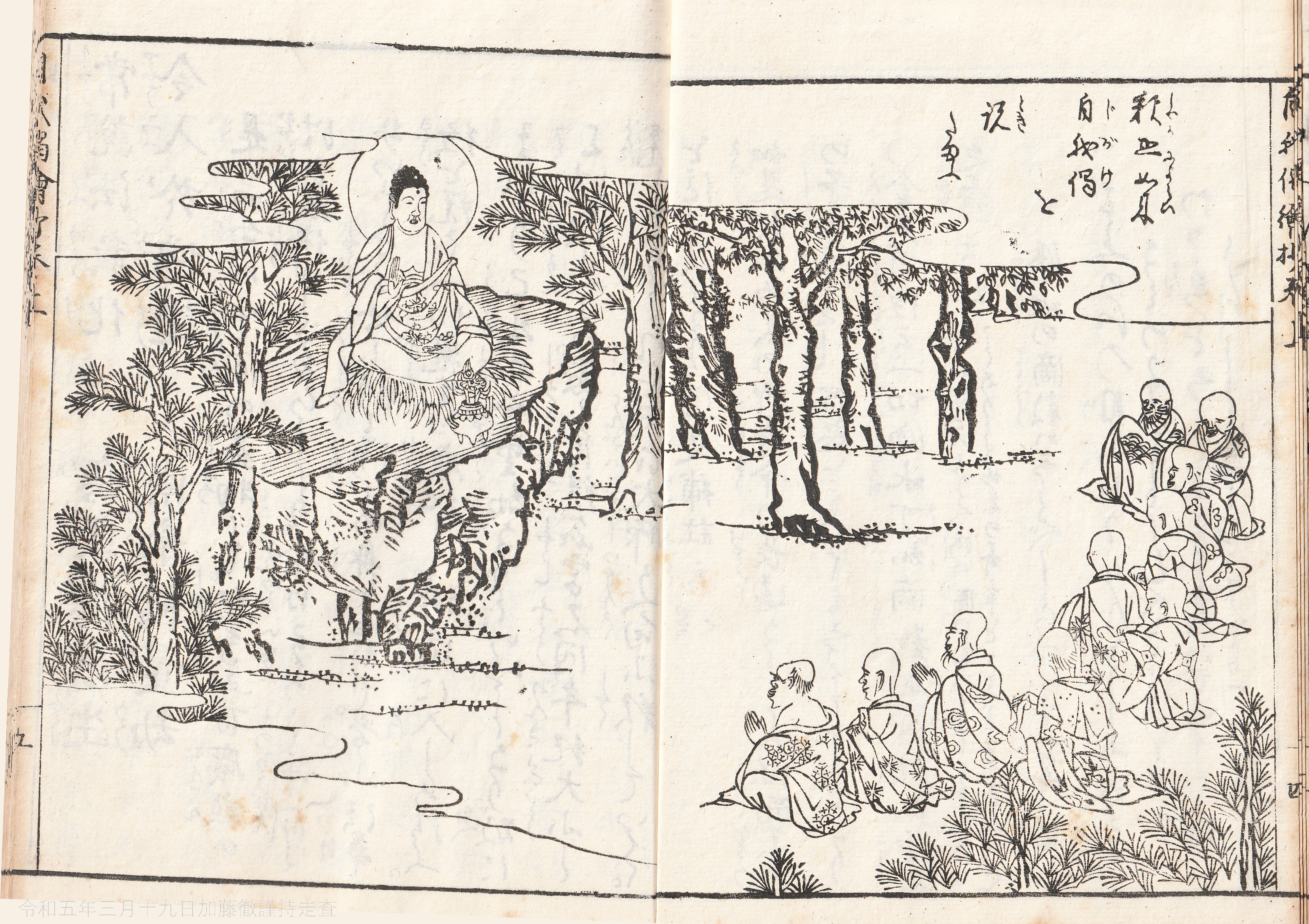
釈尊と十大弟子を描いた江戸期の挿絵。『法華自我偈絵抄』1814年

経典によって誰が十大弟子に入るかは異なるが、『維摩経弟子品』では出家順に以下の通りである。
1. 舎利弗（しゃりほつ）
パーリ語でサーリプッタ （Sāriputta、सारिपुत्त）。サンスクリット語でシャーリプトラ（Śāriputra）。舎利子とも書く。智慧第一。
『般若心経』では仏の力を承けた観音菩薩の説法の相手として登場。また、『阿弥陀経』では仏の説法相手として登場するなど、多くの経典に登場する。
2. 摩訶目犍連（まかもっけんれん）
パーリ語でマハーモッガラーナ （Mahāmoggallāna、महामोग्गळान）。サンスクリット語でマハーマウドガリヤーヤナ (Mahāmaudgalyāyana)。 一般に目連（もくれん）と略称される。神通第一（じんずう・だいいち）。
舎利弗とともに懐疑論者サンジャヤ・ベーラッティプッタの弟子であったが、ともに仏弟子となった。中国仏教では目連が餓鬼道に落ちた母を救うために行った供養が『盂蘭盆会』（うらぼんえ）の起源だとしている。
3. 摩訶迦葉（まかかしょう）
パーリ語でマハーカッサパ（Mahākassapa、महाकस्सप）、サンスクリット語でマハーカーシャパ（Mahākāśyapa）。大迦葉とも呼ばれる、頭陀（ずだ） 第一。
釈迦の死後、その教団を統率し、第1結集では500 人の仲間とともに釈迦の教法を編集する座長を務めた。禅宗は付法蔵 （教えの奥義を直伝すること） の第2祖とする。
4. 須菩提（しゅぼだい）
パーリ語でもサンスクリット語でもスブーティ（Subhūti、सुभूति）。解空第一（げくう・だいいち）。
『金剛般若経』等、空を説く大乗経典にしばしば登場する[注釈 1]。
5. 富楼那弥多羅尼子（ふるなみたらにし）
パーリ語でプンナ・マンターニープッタ(Puṇṇa Mantānīputta)、サンスクリット語でプールナ・マイトラーヤニープトラ（Pūrṇa Maitrāyanīputra、पूर्णमैत्रायनीपुत्र）。
略称として「富楼那」。他の弟子より説法が優れていた。説法第一。
6. 摩訶迦旃延（まかかせんねん）
パーリ語でマハーカッチャーナ（Mahākaccāna、महाकच्चान）、サンスクリット語でマハーカートゥヤーヤナ(Mahākātyāyana)。論議第一。
辺地では5人の師しかいなくても授戒する許可を仏から得た。
7. 阿那律（あなりつ）
パーリ語でアヌルッダ(Anuruddha)、サンスクリット語でアニルッダ（Aniruddha、अनिरुद्ध）。天眼第一（てんげん・だいいち）。
釈迦の従弟。阿難とともに出家した。仏の前で居眠りして叱責をうけ、眠らぬ誓いをたて、視力を失ったがそのためかえって真理を見る眼をえた。
8. 優波離（うぱり）
パーリ語でも、サンスクリット語でもウパーリ（Upāli、उपालि）。持律第一。
もと理髪師で、階級制度を否定する釈迦により、出家した順序にしたがって、貴族出身の比丘の兄弟子とされた。
9. 羅睺羅（らごら）
パーリ語でも、サンスクリット語でもラーフラ（Rāhula、राहुल）。羅雲とも書かれる。密行第一（みつぎょう・だいいち）。
釈迦の長男。釈迦の帰郷に際し出家して最初の沙弥（少年僧） となる。そこから、日本では寺院の子弟のことを仏教用語で羅子（らご）と言う。十六羅漢の一人。
10. 阿難陀（あなんだ）
パーリ語でも、サンスクリット語でもアーナンダ（Ānanda、आनन्द）。阿難とも書く。多聞第一（たもん・だいいち）。
釈迦の従弟。nandaは歓喜（かんぎ）という意味がある。出家して以来、釈迦が死ぬまで25年間、釈迦の付き人をした。第一結集のときアーナンダの記憶に基づいて経が編纂された。120歳まで生きたという。『無量寿経』等に仏の説法相手として登場する。

## 著名な十大弟子像・十大弟子図

### 十大弟子像
- 興福寺、734年
- 清凉寺、平安時代
- 大報恩寺、快慶作、鎌倉時代
- 愛宕念仏寺、西村公朝作、1994年-2003年
- パラミタミュージアム、中村晋也作

### 十大弟子図
- 棟方志功作「二菩薩釈迦十大弟子」